# Явления Христа ученикам

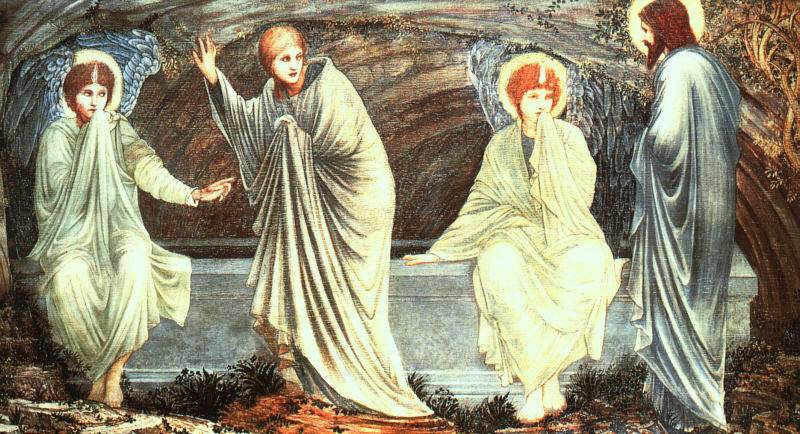
«Утром после Воскресения». Художник Э. Берн-Джонс

Явление Христа ученикам — описанные в Евангелиях случаи явления воскресшего Иисуса Христа Его ученикам до Его Вознесения. Большинство явлений описаны в Евангелии от Иоанна.

## Явления у евангелистов
Количество явлений Иисуса Христа у евангелистов различается:
- Матфей:
  1. Явление женам-мироносицам (Мф. 28:9-10)
  2. Одиннадцати апостолам (Мф. 28:16-17)
- Марк:
  1. Марии Магдалине (Мк. 16:9), см. Не прикасайся ко Мне
  2. Двум ученикам по дороге в селение (Мк. 16:12)
  3. Одиннадцати апостолам (Мк. 16:14)
- Лука:
  1. Двум ученикам по дороге в Эммаус (Лк. 24:15)
  2. Одиннадцати апостолам (Лк. 24:36)
- Иоанн:
  1. Марии Магдалине (Ин. 20:14)
  2. Десяти апостолам (без Фомы) (Ин. 20:19)
  3. Одиннадцати апостолам (Ин. 20:26)
  4. Ученикам на Тивериадском озере (Ин. 21:1)

## Описание явлений
| Ученики                                                         | Изображение | Евангельское описание |
| --------------------------------------------------------------- | ----------- | --- |
| Мария Магдалина («Не прикасайся ко Мне»)                        |             | …увидела Иисуса стоящего; но не узнала, что это Иисус. Иисус говорит ей: жена! что ты плачешь? кого ищешь? Она, думая, что это садовник, говорит Ему: господин! если ты вынес Его, скажи мне, где ты положил Его, и я возьму Его. Иисус говорит ей: Мария! Она, обратившись, говорит Ему: Раввуни! — что значит: Учитель! Иисус говорит ей: не прикасайся ко Мне, ибо Я ещё не восшел к Отцу Моему; а иди к братьям Моим и скажи им: восхожу к Отцу Моему и Отцу вашему, и к Богу Моему и Богу вашему. —Ин. 20:14—17 |
| Жены-мироносицы                                                 |             | Когда же шли они возвестить ученикам Его, и се Иисус встретил их и сказал: радуйтесь! И они, приступив, ухватились за ноги Его и поклонились Ему. Тогда говорит им Иисус: не бойтесь; пойдите, возвестите братьям Моим, чтобы шли в Галилею, и там они увидят Меня. —Мф. 28:9, 10 |
| Лука и Клеопа по дороге в Эммаус                                |             | В тот же день двое из них шли в селение, отстоящее стадий на шестьдесят от Иерусалима, называемое Эммаус; и разговаривали между собою о всех сих событиях. И когда они разговаривали и рассуждали между собою, и Сам Иисус, приблизившись, пошёл с ними. Но глаза их были удержаны, так что они не узнали Его… И приблизились они к тому селению, в которое шли; и Он показывал им вид, что хочет идти далее. Но они удерживали Его, говоря: останься с нами, потому что день уже склонился к вечеру. И Он вошёл и остался с ними. И когда Он возлежал с ними, то, взяв хлеб, благословил, преломил и подал им. Тогда открылись у них глаза, и они узнали Его. Но Он стал невидим для них. —Лк. 24:13—31 |
| Апостолы (без Фомы)                                             |             | …когда двери [дома], где собирались ученики Его, были заперты из опасения от Иудеев, пришёл Иисус, и стал посреди, и говорит им: мир вам! Сказав это, Он показал им руки и ноги и ребра Свои. Ученики обрадовались, увидев Господа. Иисус же сказал им вторично: мир вам! как послал Меня Отец, [так] и Я посылаю вас. Сказав это, дунул, и говорит им: примите Духа Святаго. Кому простите грехи, тому простятся; на ком оставите, на том останутся. —Ин. 20:19—23 |
| Явление апостолу Фоме («Уверение Фомы»)                         |             | После восьми дней опять были в доме ученики Его, и Фома с ними. Пришёл Иисус, когда двери были заперты, стал посреди них и сказал: мир вам! Потом говорит Фоме: подай перст твой сюда и посмотри руки Мои; подай руку твою и вложи в ребра Мои; и не будь неверующим, но верующим. Фома сказал Ему в ответ: Господь мой и Бог мой! Иисус говорит ему: ты поверил, потому что увидел Меня; блаженны невидевшие и уверовавшие. —Ин. 20:26—29 |
| Явление на Тивериадском озере (см. Чудесный улов, улов 153 рыб) |             | После того опять явился Иисус ученикам Своим при море Тивериадском. Явился же так: были вместе Симон Петр, и Фома, называемый Близнец, и Нафанаил из Каны Галилейской, и сыновья Зеведеевы, и двое других из учеников Его. Симон Петр говорит им: иду ловить рыбу. Говорят ему: идем и мы с тобою. Пошли и тотчас вошли в лодку, и не поймали в ту ночь ничего. А когда уже настало утро, Иисус стоял на берегу; но ученики не узнали, что это Иисус. Иисус говорит им: дети! есть ли у вас какая пища? Они отвечали Ему: нет. Он же сказал им: закиньте сеть по правую сторону лодки, и поймаете. Они закинули, и уже не могли вытащить [сети] от множества рыбы. Тогда ученик, которого любил Иисус, говорит Петру: это Господь. Симон же Петр, услышав, что это Господь, опоясался одеждою, — ибо он был наг, — и бросился в море. А другие ученики приплыли в лодке, — ибо недалеко были от земли, локтей около двухсот, — таща сеть с рыбою. —Ин. 21:1—8 |